# Bulbophyllum uviflorum
Bulbophyllum uviflorum é uma espécie de orquídea (família Orchidaceae) pertencente ao gênero Bulbophyllum. Foi descrita por P.O'Byrne em 1999.